# Izabela Zdrzałka
Izabela Zdrzałka (ur. 3 listopada 1922 w Zbarażu, zm. w 2010 w Bolesławcu) – polska artystka ceramik, projektantka wzorów przemysłowych z ceramiki.

## Życiorys
Urodzona na Podolu, po II wojnie światowej jako repatriantka przeniosła się z rodziną do Świebodzic. W 1946 rozpoczęła studia na Państwowej Wyższej Szkole Sztuk Plastycznych we Wrocławiu, gdzie w 1952 uzyskała dyplom w pracowni Mieczysława Pawełki. Od 1951 do 1958 pracowała w „Ceramice Artystycznej” Spółdzielni Rękodzieła Artystycznego w Bolesławcu, początkowo kierując malarnią, a po uzyskaniu dyplomu jako kierownik artystyczny, które to stanowisko pełniła do 1957. Dla zakładu projektowała nowe formy i zdobiny (także dla form poniemieckich). Początkowo tworzyła naczynia baniaste, walcowate i stożkowe, zdobione stempelkowo, angobami lub emaliami. Projektowała intensywne dekoracje z linii falistych, motywów roślinnych oraz inspirowanych sztuką ludową. W późniejszym okresie zaczęła projektować naczynia asymetryczne, zdobione pasmowymi wzorami geometrycznymi i szkliwami zaciekowymi. Zajmowała się też stroną technologiczną produkcji; opracowywała receptury nowych szkliw, angob i emalii.
W latach 1959–1972 pracowała w prywatnym Zakładzie Ceramiki Szlachetnej „Puchalski i S-ka”, gdzie zajmowała się projektowaniem oraz prowadziła nadzór artystyczny nad produkcją. Opracowywała też nowe szkliwa, odpowiednie dla białej glinki bolesławieckiej, z której produkowano wyroby. Projektowała drobne rzeźby ceramiczne oraz asymetryczne naczynia, zdobione układami pasm.
Od 1972 okazyjnie projektowała drobne wyroby z ceramiki dla różnych wytwórców. Swoją twórczość unikatową realizowała w pracowni artysty Eugeniusza Niemirowskiego w Parzycach lub w zakładzie „Ceramiki Artystycznej”. Pracę twórczą zakończyła w 1982.
W latach 1960–1977 prowadziła zajęcia z rysunku i rysunku technicznego w liceum ogólnokształcącym oraz technikum w Bolesławcu.
Prace artystki znajdują się w Muzeum Ceramiki w Bolesławcu oraz w Muzeum Narodowym we Wrocławiu.

## Nagrody[a]
- 1954 – nagroda w Konkursie na pamiątkę Ministra Kultury i Sztuki, Gdańsk
- 1955 – nagroda Ministra Kultury i Sztuki za zestaw prac prezentowanych na wystawie Kamionka Bolesławiecka 1945–1955
- 1956 – nagroda w Konkursie na pamiątkę, towarzyszącym XXV Międzynarodowym Targom Poznańskim
- 1959 – nagroda Ministra Kultury i Sztuki za całokształt twórczości

## Wystawy

### Wystawy indywidualne[b]
- 1955 – Wrocławski Klub Międzynarodowej Prasy i Książki
- 1962 – klub wrocławskiego Związku Nauczycielstwa Polskiego
- 1966–1969[c] – Karpacz
- 1998 – Muzeum Ceramiki w Bolesławcu

### Wystawy zbiorowe[d]
- 1952 – Ceramika Polska 1900–1952, Muzeum Śląskie, Wrocław
- 1952 – Doroczna Okręgowa Wystawa Plastyki, Muzeum Śląskie, Wrocław
- 1953 – Doroczna 1-Majowa Okręgowa Wystawa Plastyki, Muzeum Śląskie, Wrocław
- 1953 – IX Zimowa Wystawa Plastyki, Radom
- 1955 – I Ogólnopolska Wystawa Ceramiki i Szkła Artystycznego, Muzeum Śląskie, Wrocław
- 1955 – Kamionka Bolesławiecka 1945–1955, Muzeum Śląskie, Wrocław
- 1955 – Najlepsza pamiątka produkcji spółdzielczej, Warszawa
- 1962 – III Wystawa Architektury Wnętrz okręgu wrocławskiego, Wrocław
- 1957 – Ogólnopolska Wystawa Architektury Wnętrz, Zachęta, Warszawa
- 1957 – Doroczna Okręgowa Wystawa Plastyki, CBWA, Wrocław
- 1958 – Okręgowa Wystawa Architektury Wnętrz i Grafiki, BWA, Wrocław
- 1959 – Wystawa Plastyki Ziem Nadodrzańskich, Zachęta, Warszawa
- 1960 – Artysta w przemyśle, Zachęta, Warszawa
- 1960 – II Ogólnopolska Wystawa Ceramiki i Szkła Artystycznego, Muzeum Śląskie, Wrocław
- 1960 – Okręgowa Wystawa Ceramiki i Szkła Artystycznego, Muzeum Śląskie, Wrocław
- 1962 – III Wystawa Architektury Wnętrz okręgu wrocławskiego, Wrocław
- 1962 – Kamionka Bolesławiecka w Twórczości Plastyków Ceramików, Muzeum Śląskie, Wrocław
- 1963–1964 – wystawy towarzyszące Wiośnie bolesławieckiej
- 1965 – Plastycy w przemyśle, BWA, Wrocław
- 1979 – I Ogólnopolska Wystawa Ceramiki Artystycznej w Wałbrzychu-Książu
- 1979 – Kamionka Bolesławiecka, Muzeum Ceramiki
- 1984 – Kamionka Bolesławiecka, BWA, Poznań
- 1989 – Kamionka Bolesławiecka Wczoraj i Dziś, Środa Śląska, Warszawa
- 1989 – Kamionka Bolesławiecka XVIII–XX w., Muzeum Narodowe we Wrocławiu
- 1992 – Wybrane Kolekcje Ceramiki Artystycznej, Muzeum Ceramiki w Bolesławcu